# یوسیمار رودریگز سوزا روبرتو
یوسیمار رودریگز سوزا روبرتو (به پرتغالی: Josimar Rodrigues Souza Roberto) مهاجم اهل برزیل است که در شهر Ipatinga و در تاریخ ۱۶ اوت ۱۹۸۷ به دنیا آمده‌است.
یوسیمار رودریگز سوزا روبرتو در تیم‌های فوتبال Ipatinga، Ventforet Kofu، Ehime F.C.، Ehime F.C.، باشگاه فوتبال توکیو وردی، Lajeadense سابقهٔ حضور دارد.